# 千葉県道48号八日市場野栄線

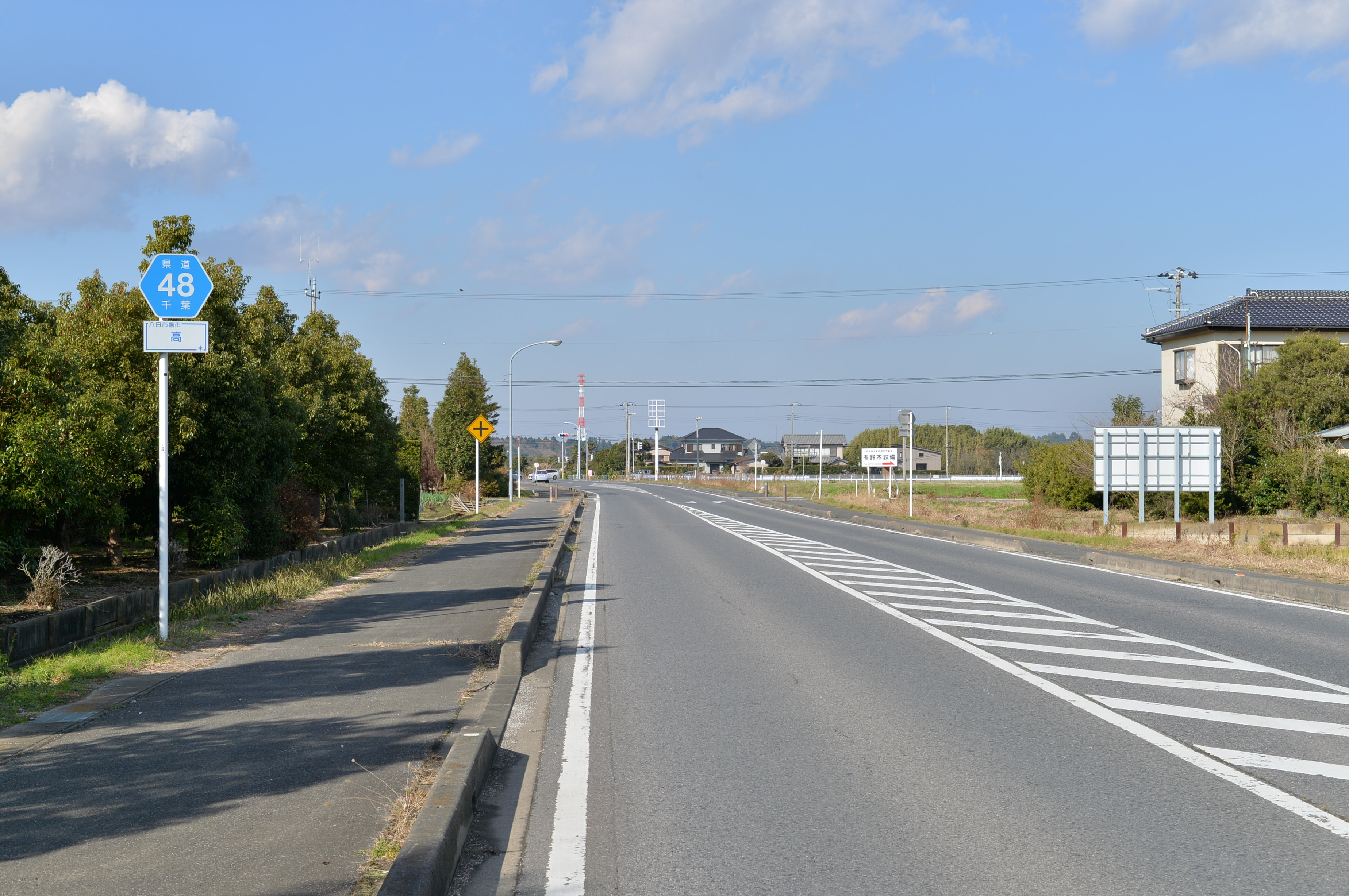
千葉県道48号八日市場野栄線
バイパス
匝瑳市高（2014年12月）

千葉県道48号八日市場野栄線（ちばけんどう48ごう ようかいちばのさかせん）は千葉県匝瑳市内の県道（主要地方道）である。

## 概要
千葉県匝瑳（そうさ）市下出羽の国道126号交差点を起点とし、匝瑳市野手浜の千葉県道30号飯岡一宮線（九十九里ビーチライン）の交差点を終点とする路線。また、現道西側に平行して、国道126号と国道296号との交差点（国道296号入口交差点）を起点としたバイパスも同市野手浜方面へ行くことができる（後述）。

### 路線データ
- 起点：
  - 現道：千葉県匝瑳市下出羽
  - バイパス：千葉県匝瑳市匝瑳市八日市場イ（国道296号入口交差点）
- 終点：千葉県匝瑳市野手
- 距離：約6kmほど
- 制限速度
  - 旧道および現道：40km/h
  - バイパス：60km/h（標識なし）

## 歴史
- 2002年3月25日　国道126号・国道296号の交差点からみどり平工業団地入口交差点（当時は本線と合流する信号までが開通）までの区間が暫定的に開通した。
- 2010年3月26日　みどり平工業団地入口交差点（西側に新設・現状）から野栄中学校までの区間が開通したことによって、国道126号から野栄中学校前まで1本で行けるようになった。

## 路線状況

### 野栄バイパス
現道は総武本線と平面交差する踏切になっていて、朝夕を中心に下出羽交差点（国道126号との交差点）と踏切の間の道路が狭く大型車1台と普通車とすれ違うにも時間がかかり、さらに大型車同士となると時間がかかり歩道が無いことも重なったため渋滞していた。そのための対策として現道西側にバイパスが建設され、2002年（平成14年）3月に開通した。バイパス開通後は、踏切付近の渋滞は開通前に比べて緩和された。しかし、国道296号入口交差点から道ノ口交差点にある区間で今まで優先だった比較的に交通量の多い東西の道路があり、バイパスが開通する前から交通事故の懸念がされていた。実際に開通後は交通量の増加に伴い、事故が多発した場所であるため、2007年（平成19年）2月に信号が設置された。2010年（平成22年）3月には野栄中学校付近まで完成している。
- 国道126号・国道296号（匝瑳市八日市場イ、国道296号入口交差点（バイパス起点））
- 市道（勝又道路）（匝瑳市横須賀、道ノ口交差点）
- 県道48号本線・県道48号バイパスの連絡線（県道）（匝瑳市高、交差点名なし（みどり平工業団地入口））※ただし、大型車は今まで通り国道296号方面から野栄方面へは左折して行くような案内がある。さらに、左折した後に連絡線を経由して、次の信号（本線との合流）で右折して野栄方面へ行く対応がとられている。これは、野栄中学校前交差点から南側は、道路が狭小のため、全面開通までの間はこのような状態が続いている。
- 市道（匝瑳市野手、交差点名なし（野栄中学校前））

野栄バイパスの一部開通で、銚子連絡道路を誘導する白文字緑地の案内標識が各主要交差点で交差する道路の道路案内標識の脇に据え付けていて、海岸方面（県道30号）から県道48号に入り、県道30号との交差点を含め4つ目の信号を、左折（佐倉 東金方面（県道48号バイパス））と直進（匝瑳市街方面（県道48号本線））、右折（みどり平工業団地方面）の分岐する交差点からバイパス（左折）へと誘導がされて、最後に国道126号（左（東金方面）・右（銚子方面））、直進（佐倉（国道296号）方面）との交差点（国道296号入口交差点）の案内標識の脇に、国道126号東金方面（左）側へ向かうようになっている。

## 地理

### 通過する自治体
- 千葉県
  - 匝瑳市

### 接続するおもな道路・踏切
- 国道126号（匝瑳市下出羽交差点、本線起点）
- 東日本旅客鉄道総武本線（匝瑳市下出羽、九十九里街道踏切）
- 銚子連絡道路（匝瑳市横須賀）
- 県道48号本線・県道48号バイパスの連絡線（県道扱い）（匝瑳市高）
- 千葉県道122号飯岡片貝線（匝瑳市野手）
- 千葉県道30号飯岡一宮線（匝瑳市野手浜、終点）

### 名所・観光スポット
本線
- 野手浜

バイパス
- 長徳寺
- 道の口沼